# Ortesi

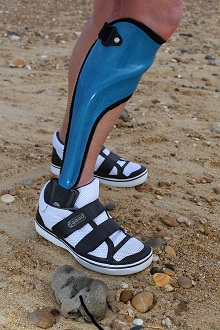
Una ortesi de turmell i peu, amb recolzament a la cama.

Una ortesi és un dispositiu aplicat externament que s'utilitza per influir en les característiques estructurals i funcionals del sistema neuromuscular i esquelètic.

## Classificació
Les ortesis es classifiquen (segons el sistema de classificació internacional) en quatre classes segons les àrees corporals on s'apliquen. Hi ha les ortesis de les extremitats inferiors, de les extremitats superiors, del tronc i del cap.
També s'agrupen segons la seva funció:
- Estabilitzadores o immobilitzadores. Mantenen una posició i impedeixen moviments indesitjats, de manera que, si l'objectiu és actuar com a suport d'un segment paralitzat o disminuir l'amplitud articular d'un segment inflamat i dolorós, es poden utilitzar en paràlisi flàccides o espàstiques. El grau d'immobilització desitjat varia segons el tipus d'ortesi feta servir. En l'àmbit de l'anatomia patològica són les de major utilitat.
- Funcionals, també anomenades dinàmiques. Porten incorporat un element elàstic que permet mobilitzar un segment d'un membre paralitzat.
- Correctores. Indicades per corregir una deformitat esquelètica. Són més efectives si es fan servir durant el desenvolupament infantil.
- Protectores. Mantenen l'alineació d'un membre malalt o lesionat.